# Суворексант
Суворексант — антагонист орексиновых рецепторов, используемый как снотворное средство. Одобрен для применения: США (2014).

## Механизм действия
Антагонист OX1 и OX2 рецепторов.

## Показания
Лечение бессонницы, которая характеризуется трудностями с засыпанием и/или поддержанием сна.

## Доклинические исследования
Обнаружено, что у людей с болезнью Альцгеймера, заболевании, для которого не существует лечения, после приёма суворексанта в течение двух ночей наблюдалось небольшое снижение двух белков: бета-амилоида и тау, которые накапливаются при болезни Альцгеймера. Более высокая доза суворексанта также временно снижала уровни гиперфосфорилированного тау, модифицированной формы белка тау, связанной с образованием клубков тау и гибелью клеток. Однако этот эффект наблюдался только с некоторыми формами тау, и концентрации тау снова поднимались в течение 24 часов после приема снотворного.